# أرشيف الشارخ
أرشيف الشارخ ويعرف باسم أرشيف المجلات الثقافية والأدبية هو موقع أرشيف يحتوي على مجلات عربية تعود إلى عام 1880، وحتى مطلع الألفية الثالثة ويضم 322,116 مقالة لـ 51,069 كاتبًا وكاتبة ضمن مليوني صفحة، وما يزيد عن 13 ألف عدد من أعداد بعض المجلات التراثية الصادرة في مصر، وتونس، والكويت، والجزائر، وسوريا، والمغرب، وقطر، والعراق، وفلسطين ولبنان. أسست الموقع شركة صخر لبرامج الحاسب الآلي والمعلومات.

## وصلات خارجية
- الموقع الرسمي